# Malte Ebert
Malte Fynboe Manniche Ebert (født 26. juni 1994), også kendt under kunstnernavnet Gulddreng, er en dansk sanger og sangskriver. Debuterede som Gulddreng i 2016 med singler som "Model", "Se mig nu", "Drikker for lidt" og "Ked af det", samt den uofficielle EM-sang "Helt Sikker" i forbindelse med Danmarks deltagelse i EM i fodbold i 2020. Som Gulddreng vandt han Årets Publikumspris ved Danish Music Awards i 2016.
Ebert begyndte i 2018 at udgive musik under sit eget navn, hvor han som Malte Ebert har udgivet singler som "Rather Be", "I Could Get Used to This" (feat. Martin Jensen), "Kun med dig" og "Mindst ondt" (feat. Svea S). I 2024 producerede og sang han Danmarks officielle EM-sang "Kongen af Danmark" (feat. Herrelandsholdet i fodbold) i forbindelse med EM i fodbold 2024.

## Opvækst
Ebert blev født den 26. juni 1994 i Andkær, Vejle, som søn af Anne Fynboe, læge, og Kaare Manniche Ebert, fiskebiolog. Han har to yngre søskende, en bror og en søster. Han gik i folkeskole i Andkær frem til 7. klasse, hvor han flyttede til Fælleshåbskole i Gauerslund. I 2010, efter endt folkeskole, var han på udveksling på Washington State i Seattle, USA. Han begyndte derefter, i 2010, på musiklinjen på Rosborg Gymnasium i Vejle, hvor han dimitterede fra i 2013.
Ebert har sunget og produceret musik, siden han var 11 år gammel, og spillede både klaver og guitar.

## Karriere

### 2012-2018: Gulddreng
Efter endt gymnasie indgik Ebert et samarbejde med musikeren Sebastian Lind, hvor de sammen producerede Eberts debutsingle "Rude" i 2013. Det blev kun den ene sang, de lavede sammen, men Lind blev efterfølgende Eberts musikalske rådgiver, ligesom at Ebert sommetider agerede opvarmning for Linds optrædener.
I februar 2015 debuterede Ebert sammen med sin gymnasiekammerat, Frederik Meyer som duoen We Don't Know og de udgav tre sange på DRs Karrierekanonens side.Ebert indgik kort efter en pladekontrakt med pladeselskabet Glass Management. Ebert skrev sangen "Model", men i modsætning til sit pladeselskab, ønskede Ebert ikke udgive sangen under sit eget navn. Sammenholdt med et ønske om at blande musik og teater og som en parodi på de daværende største danske musikere og en kritik til musikbranchen, opfandt Ebert herefter karakteren Gulddreng. Ebert udtalte senere "... Gulddreng var et frirum for mig til at lave noget, der ikke var mig, og som tog udgangspunkt i noget, der ikke var fra mit eget liv. Det var bare super fedt at lave en karakter og skrive om hans liv, fordi hans liv var bare for fedt..." Gulddreng debuterede i juni 2016 med singlen "Model", som endte med at ligge på førstepladsen på den danske hitliste. Gulddrengs næste single "Se Mig Nu" blev endnu et publikumshit, men grundet nævnelsen af flere prominente danske musikere i sangen, såsom Remee, TopGunn, Emil Stabil og Gilli, ønskede Universal Music at spørge disse om tilladelse fra dem først. Sangeren Kesi, der ligeledes, nævnes i sangen blev provokeret og truede med vold, hvis sangen blev udgivet. Ebert valgte trods dette at udgive sangen, men havde på sin efterfølgende Danmarksturné livvagter med som beskyttelse.
Den 7. september 2016 udgav Gulddreng sin egen officielle app i Apples App Store. Appen blev udviklet i samarbejde med Thorwest Development.
I september 2017 udkom DR-dokumentarserien Gulddreng vs. Malte, som fortalte om tilblivelsen af karakteren Gulddreng og dennes fremtid. Serien havde premiere den 22. september 2017, og løb i fire afsnit. I serien afslørede Ebert at Gulddreng ville afholde en sidste koncert, en afskedskoncert, den 2. februar 2018 i Royal Arena, København. Koncerten, der markerede Gulddrengs endeligt, havde 11.000 publikummer, men modtog overvejende negative anmeldelser.

### 2018-: Sig selv
Den 15. juni 2018 debuterede Ebert som Malte Ebert med udgivelsen af singlen, "Rather Be". Han spillede 18. maj 2019 en koncert i Lille Vega på Vesterbro i København. I oktober 2019 udkom hans fjerde single "I Could Get Used to This", som blev lavet i samarbejde med den danske dj Martin Jensen.
I 2021 medvirkede Ebert i DR-programmet Danmark griner, hvor han sammen med komiker Martin Brygmann skrev sangen "Dø for Vejle", der omhandler Eberts store kærlighed til barndomsklubben, Vejle Boldklub. I musikvideoen, der endte med at gå viralt, optrådte også VB's maskot, Ejgil Egern, samt tidligere VB-spiller, Thomas Gravesen. I juni 2021 annoncerede Ebert at Gulddreng uventet, efter tre års pause, var vendt tilbage, da han i forbindelse med Danmarks deltagelse i Europamesterskaberne i fodbold i 2021 havde udgivet singlen "Helt Sikker". Danmarks officielle EM-sang "Danmarks Dynamite", produceret af det danske band Alphabeat, modtog overvejende negative anmeldelser, hvorimod "Helt Sikker" fik stor positiv opmærksomhed og gik guld i 2021 (platin i 2023). I 2021 medvirkede Ebert også i TV 2-programmet Toppen af poppen, hvor han sammen med Maria Bramsen, Hjalmer, Mathilde Falch, Simon Kvamm, Alex Vargas og Katinka Bjerregaard genfortolkede sine medvirkendes kunstneres sange.
I 2023 medvirkede Ebert i DR P3-podcasten Hvem er..., hvor han blev interviewet om sit liv. Programmet Hvem er Malte Ebert? havde premiere den 20. juni 2023 og løb i fire afsnit.
I maj 2024 udgav Ebert singlen "Kongen af Danmark" som Danmarks officielle EM-sang i forbindelse med Danmarks deltagelse i Europamesterskaberne i fodbold. I modsætning til de foregående "Helt Sikker" og "Den (u)officielle VM-sang", kontaktede Dansk Boldspil-Union (DBU) selv Ebert med et ønske om, at han producerede den officielle sang.

## Diskografi

### EP
Gulddreng udgav i foråret 2017 EP'en 24K EP på vinyl, som kun var tilgængelig til salg under hans livekoncerter og på hans hjemmeside. Der blev kun produceret 500 eksemplarer.

### Album
| Titel  | Albumdetaljer                                                                     | Højeste placering | Certificering |
| Titel  | Albumdetaljer                                                                     | DEN               | Certificering |
| ------ | --------------------------------------------------------------------------------- | ----------------- | ------------- |
| 24K EP | - Udgivet: Forår 2017 - Selskab: Universal Music Group - Format: EP               |                   |               |
| Farvel | - Udgivet: 31. december 2017 - Selskab: Universal Music - Format: Album, download | 4                 |               |

### Singler
| År   | Titel                                                  | Højeste placering | Certificering | Som         | Album  |
| År   | Titel                                                  | DEN               | Certificering | Som         | Album  |
| ---- | ------------------------------------------------------ | ----------------- | ------------- | ----------- | ------ |
| 2016 | "Model"                                                | 1                 | 3×Platin      | Gulddreng   | 24K EP |
| 2016 | "Se mig nu"                                            | 1                 | 3×Platin      | Gulddreng   | 24K EP |
| 2016 | "Hva' så"                                              | 1                 | Platin        | Gulddreng   | 24K EP |
| 2016 | "Drikker for lidt"                                     | 1                 | Platin        | Gulddreng   | 24K EP |
| 2016 | "Nemt"                                                 | 1                 | Platin        | Gulddreng   | 24K EP |
| 2016 | "Ked af det"                                           | 1                 | Platin        | Gulddreng   | 24K EP |
| 2016 | "Guld jul"                                             | 1                 | 3×Platin      | Gulddreng   |        |
| 2017 | "Utro"                                                 | 3                 | Guld          | Gulddreng   |        |
| 2017 | "Censor"                                               | 6                 | Guld          | Gulddreng   |        |
| 2017 | "Legende" (feat. Skinz)                                | 7                 | Guld          | Gulddreng   |        |
| 2017 | "Lyvesangen"                                           | 4                 | Guld          | Gulddreng   |        |
| 2017 | "Ensom"                                                | 2                 | Guld          | Gulddreng   | Farvel |
| 2017 | "UPN"                                                  | 15                | Guld          | Gulddreng   |        |
| 2018 | "Farvel"                                               | -                 | -             | Gulddreng   | Farvel |
| 2018 | "Rather Be"                                            | 3                 | Guld          | Malte Ebert |        |
| 2019 | "Stop Nu"                                              | -                 | -             | Malte Ebert |        |
| 2021 | "Helt Sikker"                                          | 5                 | Platin        | Gulddreng   |        |
| 2022 | "Hvor blev du af?"                                     | -                 | Guld          | Malte Ebert |        |
| 2023 | "Kun med dig"                                          | 26                | Platin        | Malte Ebert |        |
| 2023 | "Kalde dem for du"                                     | 6                 | Guld          | Malte Ebert |        |
| 2023 | "Julehjertets hemmelighed"                             | 1                 | Platin        | Malte Ebert |        |
| 2024 | "Mindst Ondt" (feat. Svea S)                           | 22                | Guld          | Malte Ebert |        |
| 2024 | "Kongen af Danmark" (feat. Herrelandsholdet i fodbold) | 1                 | Platin        | Malte Ebert |        |
| 2024 | "Hvor blev du af?"                                     | -                 | Guld          | Malte Ebert |        |
| 2024 | "Christmas Without You"                                | -                 | Guld          | Malte Ebert |        |

## Priser
- Danish Music Awards 2016 (Årets Publikumspris)
- Guldtuben 2016 (Årets sang)
- Zulu Awards 2017 (Årets nye navn)
- Zulu Awards 2017 (Årets hit)
- GAFFA-Prisen 2017 (Årets nye danske navn)